# Manuel Monteiro de Castro
Manuel Monteiro de Castro (29. ožujka 1938.) je portugalski prelat Katoličke Crkve koji je djelovao u diplomatskoj službi Svete Stolice od 1967. do 2009. godine. Njegove zadaće kao nuncija uključivale su Karibe, Južnu Afriku, Srednju Ameriku i Španjolsku. Karijeru je završio na visokim dužnostima u Rimskoj kuriji od 2009. do 2013. godine. Kardinalom je proglašen 2012. godine.